# Маркевич, Татьяна Сергеевна
Татьяна Сергеевна Маркевич (бел. Таццяна Сяргееўна Маркевіч; род. 25 марта 1988, пос. Бешенковичи, Витебская область, Белорусская ССР) — белорусская волейболистка, нападающая-доигровщица, мастер спорта Республики Беларусь международного класса.

## Биография
Волейболом начала заниматься в 7-летнем возрасте в ДЮСШ посёлка Бешенковичи у тренера Г. В. Сухвалова. В 2004—2010 выступала за белорусские команды в национальных и международных соревнованиях.
В 2010—2019 играла в Турции, Азербайджане, Франции, Чехии и Румынии. В составе команды «Расинг Клуб де Канн» выигрывала «золото» чемпионата Франции. 3-кратная чемпионка Чехии в составе «АГЕЛ Простеёв», а играя за «Альба-Блаж» и «Букурешть» дважды становилась чемпионкой Румынии.
В 2019 заключила контракт с российским «Динамо-Метаром», но в январе 2020 покинула команду и переехала в Турцию, где доиграла сезон в «Илбанке». В 2020 вернулась в Беларусь, став игроком столичной «Минчанки».
В 2005—2006 играла за юниорскую и молодёжную сборные Беларуси. С 2009 выступает за национальную сборную страны, в составе которой 5 раз принимала участие в чемпионатах Европы (2013, 2015, 2017, 2019, 2021) и трижды — в розыгрышах Евролиги (2018, 2019 (бронзовый призёр турнира), 2021).

## Игровая карьера
- 2004—2005 —  «Ковровщик» (Брест);
- 2005—2007 —  «Славянка» (Минск);
- 2007—2010 —  «Коммунальник» (Могилёв);
- 2010—2011 —  «Йешилъюрт» (Стамбул);
- 2011—2012 —  «Азерйолсервис» (Баку);
- 2012—2013 —  «Расинг Клуб де Канн» (Канны);
- 2013—2014 —  «АГЕЛ Простеёв» (Простеёв);
- 2014 —  «Жемчужина Полесья» (Мозырь);
- 2014—2016 —  «АГЕЛ Простеёв» (Простеёв);
- 2016—2017 —  «Альба-Блаж» (Блаж);
- 2017—2019 —  «Букурешть» (Бухарест);
- 2019 —  «Динамо-Метар» (Челябинск);
- 2020 —  «Ильбанк» (Анкара);
- 2020—2023 —  «Минчанка» (Минск);
- 2023—2024 —  «Енисей» (Красноярск);
- с 2024 —  «Муром» (Владимирская область).

## Достижения

### Клубные
- 3-кратная чемпионка Беларуси — 2021, 2022, 2023;
  - двукратный серебряный (2008, 2010) и бронзовый (2006) призёр чемпионатов Беларуси.
- двукратный победитель розыгрышей Кубка Беларуси — 2020, 2021;
  - 3-кратный серебряный призёр Кубка Беларуси — 2008, 2009, 2022.
- чемпионка Франции 2013.
- победитель розыгрыша Кубка Франции 2013.
- 3-кратная чемпионка Чехии — 2014, 2015, 2016.
- двукратный победитель розыгрышей Кубка Чехии — 2015, 2016.
- двукратная чемпионка Румынии — 2017, 2018;
  - серебряный призёр чемпионата Румынии 2019.
- двукратный победитель розыгрышей Кубка Румынии — 2017, 2018.
- обладатель Суперкубка Румынии 2016.

### Со сборной Беларуси
- бронзовый призёр Евролиги 2019.

### Индивидуальные
- 2021: MVP (самый ценный игрок) чемпионата Беларуси.
- 2021: MVP (самый ценный игрок) розыгрыша Кубка Беларуси.
- 2022: MVP (самый ценный игрок) чемпионата Беларуси.